# Zeche Bommerbänker Erbstolln
Die Zeche Bommerbänker Erbstolln war ein Bergwerk in Bommern. Die Zeche trug ursprünglich auch den Namen Alter Bommerbänker Erbstolln oder auch Altebommerbänker Erbstolln. Das Bergwerk gehörte zum Märkischen Bergamtsbezirk und dort zum Geschworenenrevier Schlebusch.

## Betrieb
Ein erster Antrag zur Auffahrung des Erbstollens vom 30. Januar 1790 wurde durch das Bergamt zunächst abgelehnt. Am 30. April desselben Jahres erfolgte die Verleihung der Erbstollengerechtigkeit und des Längenfeldes. Im Jahr 1798 wurde die Erschließung des Erbstollens zur Lösung der Zechen Alte Bommersbank, Helene Gertrud, Cronenbank und Vereinigte Tulipan schließlich genehmigt. Im selben Jahr begann die Auffahrung des Erbstollens, das Stollenmundloch wurde an der Ruhr im Bereich der Straße „Auf der Bleiche“ angesetzt. Es lag mit einer Höhe von 84 Metern über NN etwa 15 Lachter tiefer als das Niveau der Zeche Alte Bommersbank und 2 Lachter oberhalb des Ruhrhochwassers. Der Vortrieb erfolgte in Richtung Süden. Im Jahr 1799 betrug die Länge des Erbstollens 46 Lachter. Im selben Jahr wurde mit der Kohlenförderung begonnen.
Ab dem Jahr 1800 Auffahrung und Wölbung des Erbstollens, im Anschluss daran war der Erbstollen oft gestundet. Ab 1805 weiterer Vortrieb und Lösung der Zeche Alte Bommersbank. Im Jahr 1810 erfolgte kein Abbau, sondern es wurden nur Reparaturarbeiten ausgeführt. 1811 wurde der Abbau wieder aufgenommen. Im Jahr 1815 wurde der Göpelschacht Fortuna im Westfeld geteuft, nun wurde die Förderung zusammen mit der im Ostfeld liegenden Zeche Helene Gertrud erbracht. Im Jahr 1818 wurde ein weiterer Göpelschacht, der Schacht Juliana, geteuft. Ab 1819 wurde mit der Förderung über diesen Schacht begonnen. Im Jahr 1827 erneuter Vortrieb des Erbstollens in Richtung Westen. Im Jahr 1831 wird das Bergwerk als bedeutender Erbstollen in den Unterlagen erwähnt. In den Jahren 1832 bis 1835 weiterer Vortrieb. 
Ab 1840 Auffahrung im Feld Rosa mit anschließender Lösung der Zechen Vereinigte Tulipan, Cronenbank, Helene Gertrud, Glückstern und Fortuna. Die Länge des Erbstollens betrug nun 480 Meter. In den Jahren 1843 und 1845 erfolgte auf dem Bergwerk wiederum mit nur wenigen Bergleuten die untertägige Instandhaltung. Am 30. Oktober 1847 erfolgte die Verleihung des Längenfeldes Bommerbänker Erbstollen Nr. 2. Auch im Jahr 1850 wiederum nur Instandhaltung. Im Jahr 1855 dann erneuter Abbau und Förderung über einen Förderschacht mit Haspelförderung und einer Teufe von 22 Lachter. Es wurden zwei Flöze mit unterschiedlichen Mächtigkeiten in Verhieb genommen. Bei einem der Flöze schwankte die Mächtigkeit zwischen 48 und 56 Zoll und beim anderen Flöz zwischen 20 und 26 Zoll. Im Jahr 1861 waren die Kohlenvorräte oberhalb der Erbstollensohle abgebaut. Die Gesamtlänge des Erbstollens einschließlich aller Flügelörter betrug mittlerweile 5 Kilometer. Am 20. Mai 1862 erfolgte die Konsolidation unterhalb der St. Johannes Erbstollensohle zur Zeche Vereinigte Bommersbänker Tiefbau. Um das Jahr 1865 wurde die Zeche Bommerbänker Erbstolln stillgelegt.
Im Jahr 1870 ging der Erbstollen wegen fehlender Instandhaltungsmaßnahmen teilweise zu Bruch. Dadurch geriet die Zeche Tulipan in Wassernot und es waren erhebliche Aufwältigungsarbeiten erforderlich. Als die Zeche Tulipan im Jahr 1880 stillgelegt wurde, verlor der Erbstollen seine Bedeutung und wurde aufgegeben.

## Förderung und Belegschaft
Die ersten Belegschaftszahlen sind für das Jahr 1800 bekannt, es arbeiten in dem Jahr vier Bergleute auf dem Bergwerk. Die ersten Förderzahlen stammen aus dem Jahr 1830, es wurden 1.191 Tonnen Steinkohle gefördert. Im Jahr 1835 sank die Förderung auf 21.236 Scheffel, das entspricht 1.168 Tonnen. Im Jahr 1840 stieg die Förderung wieder auf 21.644 Scheffel (1.190 Tonnen) an. Im Jahr 1845 arbeiteten zwischen einem und sechs Bergleuten zur Instandhaltung auf dem Bergwerk. 1847 waren nur noch zwei Bergleute auf der Zeche beschäftigt. Die letzten Belegschafts- und Förderzahlen sind aus dem Jahr 1855 bekannt, sechs Bergleute förderten 3993½ preußische Tonnen Steinkohle.